# قرار مجلس الأمن التابع للأمم المتحدة رقم 301
قرار مجلس الأمن التابع للأمم المتحدة رقم 301، الصادر في 20 أكتوبر 1971، بعد إعادة تأكيد القرارات السابقة حول الموضوع، أدان المجلس بانتوستان، التي وصفها بأنها خطوات تهدف إلى تدمير الوحدة والسلامة الإقليمية إلى جانب الوجود غير القانوني المستمر لجنوب أفريقيا في ناميبيا، التي كانت تعرف آنذاك باسم جنوب غرب أفريقيا.
واختتم المجلس بدعوة جميع الدول إلى دعم حقوق شعب ناميبيا من خلال التنفيذ الكامل لأحكام هذه القرارات، وطلب من الأمين العام تقديم تقرير دوري عن تنفيذ القرار.
كان هذا هو القرار الأخير الذي اتخذ قبل طرد جمهورية الصين (تايوان) من الأمم المتحدة، عندما استبدلت بجمهورية الصين الشعبية.